# Fotogramas de Plata 2003
La 54a cerimònia de lliurament dels Fotogramas de Plata 2003, lliurats per la revista espanyola especialitzada en cinema Fotogramas, va tenir lloc el 8 de març de 2004 a la discoteca Joy Eslava de Madrid. Fou presentada per Anabel Alonso.

## Candidatures

### Millor pel·lícula espanyola
| Pel·lícula      | Director      | Resultat   |
| --------------- | ------------- | ---------- |
| Te doy mis ojos | Icíar Bollaín | Guanyadora |

### Millor pel·lícula estrangera
| Pel·lícula   | Director       | Resultat   |
| ------------ | -------------- | ---------- |
| Mystic River | Clint Eastwood | Guanyadora |

### Tota una vida
| Intèrpret         | Resultat   |
| ----------------- | ---------- |
| Amparo Soler Leal | Guanyadora |

### Millor actriu de cinema
| actriu       | Pel·lícula      | Resultat   |
| ------------ | --------------- | ---------- |
| Laia Marull  | Te doy mis ojos | Guanyadora |
| Candela Peña | Torremolinos 73 | Candidata  |
| Paz Vega     | Carmen          | Candidata  |

### Millor actor de cinema
| Actor           | Pel·lícula      | Resultat  |
| --------------- | --------------- | --------- |
| Ernesto Alterio | Días de fútbol  | Candidat  |
| Javier Cámara   | Torremolinos 73 | Candidat  |
| Luis Tosar      | Te doy mis ojos | Guanyador |

### Millor actor de televisió
| Actor           | Sèrie de televisió     | Resultat  |
| --------------- | ---------------------- | --------- |
| Imanol Arias    | Cuéntame cómo pasó     | Candidat  |
| Antonio Resines | Los Serrano            | Guanyador |
| Fernando Tejero | Aquí no hay quien viva | Candidat  |

### Millor actriu de televisió
| Actriu      | Sèrie de televisió     | Resultat   |
| ----------- | ---------------------- | ---------- |
| Ana Duato   | Cuéntame cómo pasó     | Candidata  |
| Loles León  | Aquí no hay quien viva | Guanyadora |
| Belén Rueda | Los Serrano            | Candidata  |

### Millor actriu de teatre
| Actriu           | Muntatge                     | Resultat   |
| ---------------- | ---------------------------- | ---------- |
| Natalia Millán   | Cabaret                      | Candidata  |
| Blanca Portillo  | Como en las mejores familias | Candidata  |
| Rosa Maria Sardà | Wit                          | Guanyadora |

### Millor actor de teatre
| Actor/Companyia | Muntatge                     | Resultat  |
| --------------- | ---------------------------- | --------- |
| Javier Cámara   | Como en las mejores familias | Guanyador |
| Asier Etxeandia | Cabaret                      | Candidat  |
| Joel Joan       | Glengarry Glen Ross          | Candidat  |